# Eesti Päevaleht
Eesti Päevaleht (EPL) [Diari estonià] és un diari digital en estonià publicat a Estònia. Va començar a publicar-se com a diari l'any 1995, i es va editar per última vegada en paper el 27 de març de 2024; continua des d'aleshores en versió digital.

## Història
El 5 de juny de 1995, els diaris estonians Hommikuleht, Päevaleht (abans Noorte Hääl) i Rahva Hääl es van fusionar per formar una nova publicació, que es va anomenar Eesti Päevaleht. El 29 de setembre de 1995, Eesti Päevaleht i Eesti Sõnumid es van fusionar també.
Des del 2011, Eesti Päevaleht és propietat total d'Ekspress Grupp. Anteriorment, Eesti Päevalehe AS era propietat a parts iguals d'Ekspress Grupp i el holding de Jaan Manitski, Vivarone OÜ.
El març de 2011, Vivarone OÜ va adquirir les instal·lacions d'oficines que abans havien estat  propietat d'Eesti Päevaleht, a Narva maantee, 13, i Ekspress Grupp va adquirir totalment les operacions comercials del diari. Eesti Päevalehe AS va continuar llogant el seu espai d'oficines existent a Vivarone OÜ.
El maig de 2011, Eesti Ajalehed AS, una filial de propietat total d'Ekspress Grupp, i Eesti Päevalehe AS van signar un acord de fusió, pel qual Eesti Päevalehe AS es fusionava amb AS Eesti Ajalehed, que anteriorment havia publicat Maaleht i Eesti Ekspress.
El març de 2012, AS Ekspress Grupp va anunciar que formaria un nou equip editorial de notícies diàries basat en els equips editorials del diari Eesti Päevaleht i el portal d'Internet Delfi, que estaria encapçalat per Urmo Soonvald, l'actual redactor en cap de Delfi.
A principis del 2024 es va anunciar que l'edició en paper s'aturaria a partir de l'abril del mateix any, però es continuaria publicant la versió digital del periòdic, que forma part del portal Delfi.

## Redacció en cap del diari
- 1994–2000 Kalle Muuli
- 2000–2001 Hanno Tomberg
- 2001–2006 Priit Hõbemägi
- 2006–2011 Lea Larin
- 2011–2012 Vallo Toomet
- des de 2012 Urmo Soonvald

### Sèrie de llibres publicats perEesti Päevalehe
- «Clàssics literaris del segle XX» (publicat 2005-2006)
- «Romance Classics» (publicat el 2007-2008)
- «La història d'Estònia» (publicat el 2008-2009)
- «Estonian Memory» (publicat el 2010-2011)

### Sèrie de llibres LP de l'edició de dissabte del diariEesti Päevalehe
- «World Crime Classics» (publicat el 2013-2014)
- «Timeless Love Stories» (publicat el 2016)

## Tiratges
Canvis en el tiratge d'Eesti Päevaleht:
- 1999. Gener 2018 – 48.600 exemplars
- 2004. Gener 2019 – 35.400 còpies
- 2014. Gener 2019 – 21.700 còpies
- 2019. Gener 2015 – 15.100 exemplars
- 2023. finals d'any: 7.985 exemplars

## Edició digital
Eesti Päevaleht va llançar la seva edició digital el 2011 i la va actualitzar àmpliament a la primavera de 2015. El maig de 2016, les subscripcions digitals van assolir els 18.000 lectors, la qual cosa va convertir la publicació en el diari digital més gran d'Estònia en termes de subscriptors. El nombre de subscripcions digitals a Delfi Media va superar les 100.000 el desembre del 2023.